# 写真フィルム

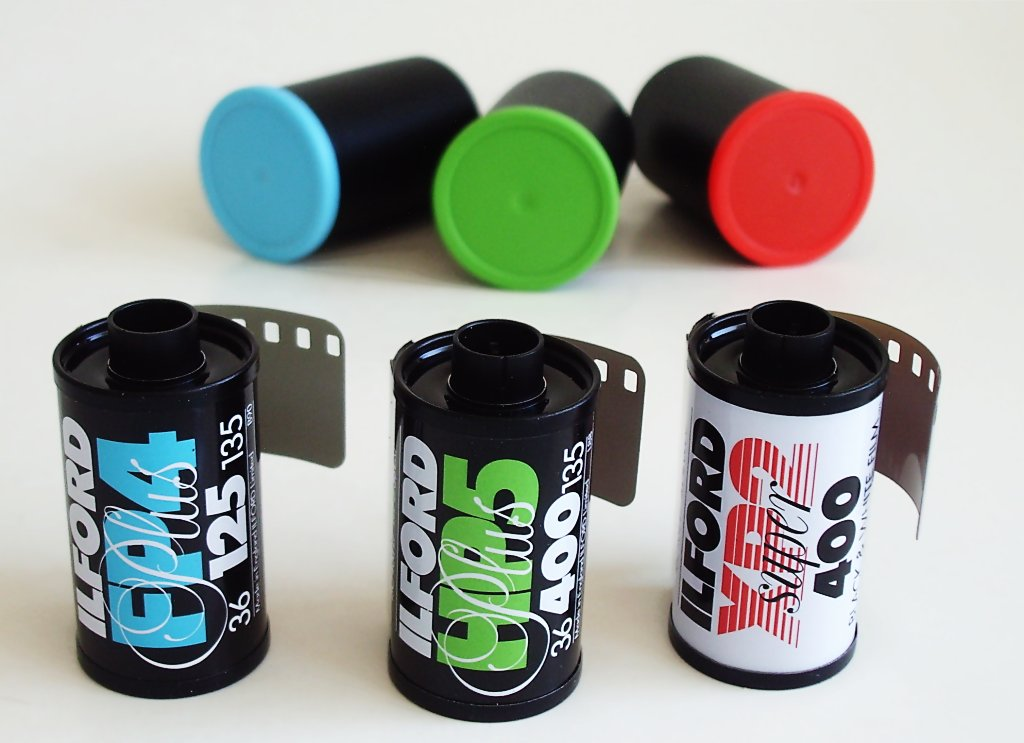
35mmスチールカメラ用のイルフォード社製造のパトローネ入りフィルムの例

写真フィルム（しゃしんフィルム）とは、写真撮影（映画も含む）においてカメラによって得られた映像を記録する感光材料であり、現像することにより記録媒体となるフィルムのこと。かつては、家庭用カメラの感光材料として広く普及し、単に「フィルム」または「フイルム」と呼ばれた。

## 概説
写真フィルムは、写真や映画などの映像を、感光剤の化学反応を利用して記録するメディアである。カメラ等を使用して、フィルムを実像に露出して感光させ、潜像を生成した後、現像・定着・焼き付けといったプロセスを経て「写真」を得ることができる。
一般的な銀塩写真のフィルムは、透明なフィルムのベース（支持体）に、「ゼラチン」と呼ばれる、銀塩を含む感光乳剤が塗布されている。ネガフィルムは焼き付けによってネガポジを反転することにより、ポジ像（元の映像を表現する写真）が得られる。ポジフィルム（リバーサルフィルム）は、リバーサル現像（反転現像）によってポジ像が得られるため、そのまま鑑賞できる。
銀塩方式の写真はカビなどによる劣化には注意する必要がある。また、警察の鑑識において使用するカメラは、かつては証拠能力の問題からフィルム式であったが、その後、ライトワンスのメモリーカードが開発され、デジタル化が進んでいる。

## 歴史
写真フィルムは、写真乾板から発展した感光材料である。脆いガラス製乾板に対し、取り扱いが容易で、保存性・即用性に優れ、かつ量産しやすい写真フィルムの発明は、写真の普及の原動力となった。ガラスでは不可能なロールフィルムの実現もフィルム化と同時であり、それは映画の発明へとつながっていった。
初期の写真フィルムは、ベース素材にセルロイドを使用した「ナイトレート・フィルム」が使用されていた。ニトロセルロースは燃えやすい特性をもっており、時に火災の原因となった。そのため映画館や写真館の火災保険が高価であった程で、危険物第5類に指定されていた。1950年代以降は燃えにくいアセテート・セルロースをベースとしたセーフティー・フィルムが発売され置き換わったが、セーフティー・フィルムは高温多湿下の環境において加水分解し、分解された酢酸がさらに劣化を早めることが問題（ビネガーシンドローム）となり、1990年代頃からポリエステル製に置換されていった。
1990年代後半は出荷本数が4億本を超え、1997年（平成9年）9月1日から1998年（平成10年）8月31日の統計ではロールフィルムにおいて日本国内で最多の約4億8283万本を出荷し、日本各地の写真用品店・スーパーマーケットなどに「スピード写真」「0〜10円プリント」などと謳った全自動カラー現像・プリント装置が設置されていたが、その後はデジタルカメラの普及で売り上げが激減しており、全盛期の10年後である2008年（平成20年）には10分の1近くの約5583万本にまで落ち込んだ。これにより、企業のフィルム事業からの撤退や、ラインナップの縮小が進んでいる。

## 分類

### 用途別
モノクロフィルム
黒と白の濃淡（モノクロ）で表現するフィルム。現在でもよく使われ、カラーフィルムの現像プロセスで現像するモノクロフィルムも市販されている。かつてはネガフィルムだけでなくリバーサルフィルム（ポジフィルム）も製造されていた（8ミリ映画用モノクロフィルムは大半がリバーサルだった）。現在は一部の現像液を用いて反転現像処理をすることでポジが得られる。
コピー用フィルム
文献等の複写を行なうときに使うフィルム。コントラストが強く、高解像度。一般的なマイクロフィルムはここに含まれる（マイクロフィルムは古くはモノクロ・文献用のみだったが、現在ではカラーの階調画像を記録するものもある）。
カラーフィルム
リバーサルフィルム
被写体の色がそのまま再現されるフィルム。ポジフィルムともいう。透過原稿用・スライド映写機での鑑賞用に使われる。また8ミリ映画用カラーフィルムの大半はリバーサルだった。
ネガフィルム
被写体の色や濃度が反転するフィルム。映画用やプリント用などに一般に広く利用されている。ネガと略称することもある。

インスタントフィルム
撮影後、特別の現像作業を必要とせず写真が完成するフィルムまたは印画紙。数十秒から10分程度で可視像が得られることからインスタント（即席）と呼ばれる。

### 感色性別
主にモノクロフィルム。
レギュラー・クロマチック
青紫 - 青色光の波長にのみ感光するフィルム。主に製版用フィルム。
オルソ・クロマチック
青紫-黄色光の波長にのみ感光するフィルム。かつてはポートレート用に盛んに使用された。コダックのヴェリクロームが代表的なフィルムである。
パン・クロマチック
全整色性フィルム、青紫 - 赤色光の可視光線全域の波長に感光するフィルム。現在のモノクロフィルムはほとんどがこのタイプである。
スーパーパン・クロマチック
可視光線全域の波長、さらには一部の赤外線領域にまで感光するフィルム。
赤外線フィルム
赤外域に感度をもつモノクロフィルムとカラーリバーサルフィルム（両方ともコダックから発売）。科学記録や不可視環境撮影（夜間監視など）で使用される。肉眼（可視光）と異なる独特の画像が得られるので、芸術目的の風景写真などにも使われる。詳細は赤外線フィルムを参照。
放射線用フィルム
放射線によって感光するフィルム。主に医療や産業で利用。広義にはエックス線用フィルムもここに含まれるが、通常はガンマ線を使った撮影に使用されるフィルムを言う。そのほか、電離放射線を検出する感光材料という意味では、核物理学や天文学の分野では原子核乾板と呼ばれる写真乾板がなお主流である。
エックス線用フィルム
医療用に用いられるエックス線フィルムは、X線を吸収して蛍光を放つ増感紙（スクリーン）と組み合わせて使用されるスクリーンタイプが一般的であった。患者を通過したエックス線は増感紙を発光させ、フィルムは増感紙の蛍光により感光する。フィルムの分光感度特性は増感紙の発する蛍光に対応しており、レギュラータイプの増感紙にはレギュラー・クロマチックタイプの乳剤を使用したフィルム、オルソタイプの増感紙にはオルソ・クロマチックタイプの乳剤を使用したフィルムを組み合わせるのが最適である。多くの用途では感度を稼ぐ（すなわち患者の被曝量を低減させる）ために、フィルムの表裏両面に乳剤が塗布されている両面乳剤フィルムが用いられた。この場合、増感紙は二枚使われ、フィルムを両面から挟み込む。
特にX線で直接感光させるフィルムをノンスクリーンタイプエックス線フィルムと呼ぶ。この種のフィルムは感光効率が低く、高いX線輝度を必要とするため、歯科など特定分野に限って使用された。
医療用途では、さらに高感度が望めること、現像処理に要する時間が不要なこと、現像液等の排液が出ないこと、電子カルテと相性が良く保存が確実でスペースをとらないことから、急激にフィルムからデジタル機器への置き換えが進行していて、撮影された画像は電子カルテのモニターで見るのが一般的になりつつある。フィルムとしての実体が必要な場合はレーザープリンター様の専用プリンターで専用のフィルム（当然のことながら乳剤は塗布されていない）に印刷する。
なお、大半の写真フィルムはX線で感光する。そのため、空港での手荷物検査時にフィルムがX線かぶりを起こすことがある。

### 色温度別
カラーフィルムは特定の色温度下において正しいホワイトバランスが得られるように設計されている。プリント時の補正が出来ないリバーサルフィルムで主に問題となる。
デイライトタイプ
色温度5500度K - 5900度Kによる撮影で正しいホワイトバランスが得られるよう設計されたフィルム。ほとんどのカラーリバーサルフィルムはこのデイライトタイプである。昼光、青色写真電球、青色フラッシュバルブ、フラッシュライトによる撮影に使用。
タイプA（タングステンタイプ）
3400度Kの写真電球や小型映画用ハロゲンランプによる撮影で正しいホワイトバランスが得られるよう設計されたフィルム。小型映画用の8mmフィルムはこのタイプであったし、かつてコダクロームにKPAというプロ用のタイプAフィルムが存在した。
タイプB（タングステンタイプ）
3100度K - 3200度Kの一般的な写真電球による撮影で正しいホワイトバランスが得られるよう設計されたフィルム。現在でもプロ用のエクタクロームEPYやフジクロームT64などが発売されており、スタジオでの商品や人物撮影に用いられている。コダックのラッテン（Wratten ）85Bフィルターまたはその同等品を用いることにより昼光でも使用できる。
タイプF
3800度Kのクリアフラッシュバルブによる撮影で正しいホワイトバランスが得られるよう設計されたフィルム。かつてエクタクロームタイプF（ASA32）が存在したがフラッシュライトが普及して姿を消した。
タイプE
タイプEというのは正式な名称ではないが、6500度Kの初期のフラッシュライトによる撮影で正しいホワイトバランスが得られるよう設計されたフィルム。かつてアンスコのアンスコクロームに存在したのが唯一のものである。
タイプS
プロ用カラーネガフィルムは相反則不軌の影響を避けるため、短時間露光用と長時間露光用の双方が製造された。タイプsは短時間露光用でデイライトタイプである。
タイプL
プロ用カラーネガの長時間露光用でタングステンタイプである。1/30秒より長い露光時間で適正なカラーバランスが得られる。

### 形態別
ロールフィルム
長いフィルムを巻いて使うもの。一般の写真フィルムは主にこれ。
シートフィルム
ビューカメラやレントゲン装置（直接撮影）で用いられる。いわゆる4×5in、8×10inサイズはシートフィルム。（なお、インスタントカメラにおいて像を得るために使われる材料は、シートフィルムに近いがどちらかというと印画紙の一種であるが、商品の名称としては「インスタントフィルム」となっている）
ディスクフィルム
円盤状のフィルムを回転させつつ撮影する。

### ISO感度別
ISO感度の高低により現在はほぼ以下のように分類されているが、技術の進歩によりだんだん高感度になっている。
低感度
一般にISO感度100未満を低感度という。粒状性は非常に細かく、解像力などの描写特性も非常に高い。そのため感度が低い事による使いにくさを覚悟しても、解像度や色再現、質感などを徹底して要求される被写体の撮影に用いる。その一例として、大きなサイズで高画質での引き延ばしが必要な場合や、精密さを要求される接写、風景写真、商品写真や若い女性のポートレートといった用途が挙げられる。また意図的に低シャッター速度や開放絞りが明るい条件で必要な場合にも用いられる。カラーの場合、ほとんどがリバーサルタイプである。
中庸感度
一般にISO感度100 - 200程度を中庸感度という。感度・粒状性・解像度などが低感度や高感度に比べて中間的な性質を持ち、用途的にも比較的無難で、標準的なものである。しかし最近ではこのクラスも従前の低感度クラスと同等以上の描写性を持つようになって来たし、ネガフィルムの場合ISO400クラスが標準感度になりつつある。
高感度
一般にISO感度400 - 1000程度を高感度という。粒状性はやや粗いが、今では従前のISO100と同等以上にまで描写性が改善され、感度本位のものとして、白黒ネガやカラーネガではISO400クラスが標準感度になりつつある。ISO100クラスに比べ日中屋外でも天候の変化などに対しても使いやすく、特にF値の暗いレンズが多いズームやコンパクトカメラでは有利である。F値の明るい単レンズでは、高速シャッターの使用や、室内でのノンフラッシュ手持ち撮影が可能となることもある。またモノクロや内式カラーリバーサルの場合、ISO1600 - 5000程度までの増感現像が可能な場合もある。
超高感度
一般にISO感度1600以上を超高感度という。粗粒子であり、これも従前のISO400 - 800クラス並みに改善されたとはいえ、画質の面では他の感度に比べ明らかに差がつく。そのため室内スポーツや超望遠レンズの手持ち撮影、ライブなどの舞台、盆踊りや縁日などの夜間の夏祭り、博覧会場などの屋内展示場、天体撮影など多少の写りの悪さを覚悟しても高い感度が必要な暗い場面や高速の被写体に用いる。また意図的に粗粒子表現を行いたい場合にも用いられる。モノクロの場合はISO6400またはそれ以上の増感が可能な場合もある。

### 規格別

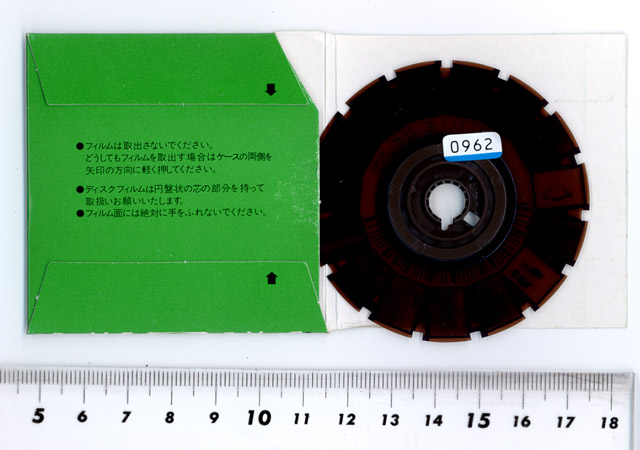
日本国内で発売されていたディスクフィルム

特記しない限りロールフィルム。数字（昇順）、アルファベット順で記載。
2×3in
シートフィルム。
3×4in
シートフィルム。
4×5in
大判カメラ用のシートフィルム。通称シノゴ。 揺らしてもフィルムがずれないというメリットがあるクイックロード式フィルムホルダーが使われていた時期があるが、現在はすべて生産を終えている。
5×7in
大判カメラ用のシートフィルム。通称ゴヒチ。
8×10in
大判カメラ用のシートフィルム。通称エイトバイテン、略してバイテンとも呼ばれる。
11×14in
大判カメラ用のシートフィルム。イレブンフォーティーンと呼ばれる。通常販売されていることは少なく、受注生産がほとんど。
8ミリ
映画用フィルムの規格。幅16ミリの映画用フィルムを半裁して片パーフォレーションの8ミリ幅としたもの。映画『ローマの休日』で有名になった鈴木光学のエコー8はこの8ミリ幅フィルムを使用した6×6mm判の20枚撮りスチールカメラ。
その後、送り機構に必要な幅を小さくして画面寸法を広げ画質改善をはかった「スーパー8」「シングル8」という新規格が誕生した（旧来の16ミリフィルムを使う規格は「レギュラー8」「スタンダード8」「ダブル8」などと呼ばれて区別される）。
8ミリはアマチュア用の映画の規格と位置づけられており、フィルムの使用量の削減が重要であったことから、リバーサルフィルムが多く用いられていた（ネガタイプのフィルムを使うと、ネガとそれを反転させた上映用プリントが必要になり、フィルムの使用量が2倍になってしまうため）。
9.5ミリ
映画用フィルムの規格。フランスのパテが開発し1922年に発表したパテーベビー・ホームフィルムシステムの規格。フィルム幅は9.5ミリだがセンターパーフォレーションの独特のフォーマットを採用してフィルム幅いっぱいにフレームを取っていたことから画面寸法が広く画質が良いことが特徴だった（8ミリ・ダブル8規格と比べて、フィルム幅はわずかに20%増し程度であったものの、画面寸法は実に3倍にも達する）。
この規格は、映画を商品として市販・流通させることを目的として開発された。35ミリフィルムでプリントを作成したのちパーフォレーション間を3等分したら幅が9.5ミリになったとされる。撮影用カメラも市販されていた。字幕のために約14秒で2コマを映写させるストップモーション機構があり、字幕のコマに投光する時間が長いことから難燃性のフィルムが用いられていた。
日本には1924年に伴野商店（東京・銀座）（現：伴野貿易株式会社）によって輸入が開始され、第二次世界大戦前にはかなりの勢力となっていたが、戦争によりフィルムの入手が困難となり中断、敗戦後には16ミリや8ミリにとってかわられて消えていった。
9.5ミリ幅のパテーベビー規格のフィルムは、スパイカメラとして有名な超小型スチールカメラのミノックスの規格にも影響を与えた。ただしパテーベビーとミノックスは、フィルム幅こそ同じではあるもののミノックス用にはパーフォレーションがなく、相互に転用はできない。
16ミリ
映画用フィルムの規格。ニュース映画やドキュメンタリー映画の取材・テレビ番組やテレビCMの送り出し・ハイアマチュアの自主映画製作・小規模上映などの用途に使われた。編集を前提とする用途であったため、基本的にはネガフィルムでありその後反転焼付けをして上映用フィルムを得た。
本来は両パーフォレーションで1駒あたり2つずつあいていたが、その後いろいろと改善され、現在では長さあたりの穴数を半分に減らし1駒1パーフォレーションとしたものや、片パーフォレーションにしたものが多い（サウンドトラックは、片側のパーフォレーションがあった部分を使っている）。
このフィルムを流用したスチールカメラもあり、1960年代頃まではそのためのカートリッジフィルムも販売されていた。画面サイズは10×14mm。その後は販売されていないが、映画用のフィルムをハンドロードすることで使用は可能。「ミノルタ16」「マミヤ16」などが有名。ビスカワイド16は画面サイズ10×52mmで水平包括角度100度。ローライ16、エディクサ16等が採用するドイツのDIN-16規格ではスーパー16のフィルムがマガジンに装填され画面サイズも12×17mmである。
17.5ミリ
映画用フィルムの規格。規格として一番普及したのはフランスのパテが採用したパテールーラルで、32コマ/ft。本国では大都市35ミリ、小都市17.5ミリという棲み分けがされて一時かなり普及した。日本では伴野文三郎が1931年にフランスのサイレント映画を大量に輸入したが、日本での主流はすでにアメリカ式の16ミリになっていた。他にエルネマンのキノックスとそれをコピーした曽根春翠堂のキネオカメラ、日本デブリーのシリウス式、35ミリフィルムを片側ずつ往復撮影して裁断するニュースタンダード式などがある。
20ミリ
1938年に、アース光学から「グッチー」が発売され、その時に使われたカメラのフイルム規格。「20ミリ・18×18mm」は、アース光学のグッチー・トップと、秋田製作所のマイクロフレックスだけが採用した規格だった。
22ミリ
映画映写用フィルム。トーマス・エジソンが1912年発売したホームキネトスコープが採用していた。画面は3列になっており、真ん中の列は天地逆になっている。上の列を上映し終わるとレンズをずらしてハンドル逆回転により真ん中の列を上映する。撮影機は製作されていない。酢酸セルロース製の緩燃性のセーフティーフィルムが初めて使用された。
28ミリ
映画用フィルム。フランスのパテが1910年発売した「パテスコープ」が採用していた。パーフォレーションは片側が35ミリフィルムと同様の1コマ4個であるが、もう片側は1コマ1個。
35ミリ
元々は映画用フィルム。通常の商業映画に使われる。その後、スチール写真用フィルムにも転用され、映画・スチール両方の世界でもっとも一般的なフィルムとなった。
映画用としての35ミリフィルム
世界最初の映画システムであるトーマス・エジソンのキネトグラフ/キネトスコープ、映写できる最初の映画システムであるリュミエール兄弟のシネマトグラフともに採用していた。同じ幅になったのは、当時映画用フィルムに使用できた唯一のフィルムがコダック製の長さ200ft、幅42inのロールフィルムで、これを30分割したためである。ただしシネマトグラフではパーフォレーションが画面1駒につき左右1個ずつ。映画は原則フィルムを縦に走らせる。スタンダード比率のトーキー映画の場合には16×22mmの画面寸法を持つ。これ以外にも横走りワイドスクリーンの「ビスタビジョン」、フィルム節約用の特殊フォーマット「テクニスコープ」、サウンドトラックを取らない撮影専用の「スーパー35」など多くの規格が並存しており、必要に応じて選択される。
スチール写真用としての35ミリフィルム
35ミリフィルムはスチールカメラ用にも流用され、映画用と分岐したのち独自の発展を遂げた。2003年2月現在世界的に最も広く使われている写真フィルム規格ともなっている。
スチールに使われる35ミリフィルムは、短く切断した上でパトローネに装填して使われることが多かった。この様式について最初に製造したのはアグフア・ゲバルトであるが、ドイツ・コダックが「135」という規格名を与えてレチナと同時発売し、レチナの大ヒットとともに一般化した。現在一般に販売されているのは、35mm判にして12枚分・24枚分・36枚分をそれぞれ格納したもの。長尺のフィルムも販売されており、適宜切断してパトローネか専用マガジンに装填して使用する。過去の高級一眼レフの多くは33フィートを一括して格納できる250枚撮りアクセサリーを用意していたし、ニコンF2に至っては100フィートを格納し750枚撮りできるアクセサリーも用意されていた。
スチール写真用フォーマットとしては、24mm×36mmの画面寸法のものが主流であり、これはライカにより普及したため「ライカ判」と呼ばれていたが、現在は「35mm判」と呼ばれている。ライカ以前にも35mmフィルムを使ったカメラは存在したが、普及には至らなかった。ライカ判では8パーフォレーションを1駒として撮影する。
他にもいくつか画面寸法の規格がある。
24mm×32mmの露光サイズのものはフィルムが高価だった第二次世界大戦敗戦直後に少しでも撮影枚数を増やそうという意図から作られた規格で、ニホン判ともいう。ワイド過ぎたライカ判に比して縦横比も美しかったがアメリカ市場における自動現像機の裁断に合わず、すぐに廃れた。採用したカメラにはニコンI、初期のミノルタ35、初期のオリンパス35、ミニヨン35があり、また同時代日本メーカー群の動向と無関係にイギリスで製造されたレイフレックスオリジナル、チェコスロバキアでメオプタが製造したオペマ、ハンガリーで製造されたモミコン/モメッタも全く同じフォーマットを使用する。このためニコン判、オペマ判等とも呼ばれる場合がある。7パーフォレーションを1駒として撮影する。
24mm×24mm判はオットー・ベルニングのロボット、ツァイス・イコンのテナックス、キルフィットのメカフレックス、マミヤのスケッチ等が採用しており「ロボット判」と呼ばれることがある。
24mm×18mm判は「ハーフ判」と呼ばれることが多い。ハーフとは先に一般化したライカ判に対して半分という意味だが、映画フィルムの一般的なフォーマットに近く、「ライカ判がダブルフレームである」とも言える）。ハーフサイズカメラは、オリンパスペンシリーズのヒットで一時一般化しペトリハーフ、ミノルタレポ、コニカアイ、リコーオートハーフ、ヤシカハーフ、キヤノンデミ、フジカドライブ等の追随製品が出た。その後もコニカレコーダー、京セラサムライ等断続的に新製品が発売されていたがフィルムの低価格化に伴い廃れている。
その他マミヤ6MFにパノラマアダプターを使用する24×56mmパノラマ、ワイドラックスの24×59mmパノラマ、フジのTXシリーズとそのOEMであるハッセルブラッドX-Panが採用した24×65mmパノラマ等がある。

APS（IX240）
65ミリ/70ミリ
これも元々は映画用フィルムの規格として作られたもの。
映画用として、画質改善のために35ミリのものより大きな画面寸法を持つフィルムとして、65ミリ/70ミリシステムが開発された。撮影に65ミリ幅のフィルムを使い、上映にはその画面サイズにサウンドトラック（あるいは同期トラック）を付加した70ミリ幅のフィルムを使うというもの（「トッドAO」「ウルトラパナヴィジョン」の2方式）、撮影には35ミリ横走りのビスタビジョンを使い上映に70ミリを使うもの（「スーパーテクニラマ」）などがある。
この規格のフィルムもまたスチール写真用に転用された。120/220フィルムを使用するカメラの交換マガジン用フィルムとして使用されることが多い。
110
カートリッジに入り、片パーフォレーション16mm幅で13×17mm判。「ワンテン」、「ポケットフィルム」、「ポケットインスタマチック」などとも言われる。1972年にコダックが発売し、やがて主要なカメラメーカーも対応カメラを製品化した。135フィルムを使用するカメラと比較して小型であることやカートリッジ式によるカメラへの装着のしやすさから「ポケットカメラ」と呼ばれ、携帯用・スナップ用の手軽な機種を中心として1970年代から1980年代にかけて普及した。カメラの構造（特にフィルム送給機構とそれに連動するシャッター）を簡素化できるため、普及後期には安価で簡素なカメラが多い。1980年代後半頃に入ると135フィルムカメラのコンパクト化や、フィルムサイズに由来する画質の低さにより急速に姿を消し、2000年以降では、わずかにトイカメラが数種類製造されるのみとなった。フィルムは近年でも富士フイルム（ISO100）、イタリアのフェッラーニア（Ferrania ）の「Solaris」（ISO200）、アグファ（ISO200）、コダック （ISO400）の製品が国内で流通していたが、各社とも製造体制の維持が困難などの理由により、2008年に相次いで製造終了を発表。富士フイルムの2009年9月の販売終了を最後に、いったんその歴史に終止符を打った。しかし2012年からロモグラフィー社が再びフィルムの出荷を開始し、現在数種のフィルムが販売されている。
現像に関しては、一般の写真店に設置されているミニラボ機ではできない場合が多く、ほとんどは大手の現像所へ取り次ぎとなる。ただアメリカの「Yankee」社製や旧ソビエト製の現像タンクの中にはリールの幅を調節する事で110フィルムを現像出来る物がある。いずれも現在は生産されていないが、ネットで中古品を購入することは可能である。
初期のブラジル製レンズ付きフィルムである「LOVe」や国産初のレンズ付フィルムである「写ルンです」最初期モデルは110フィルムを使用していた。1898年から1929年まで同名の5×4in判のロールホルダー規格が存在したが全く関連はない。

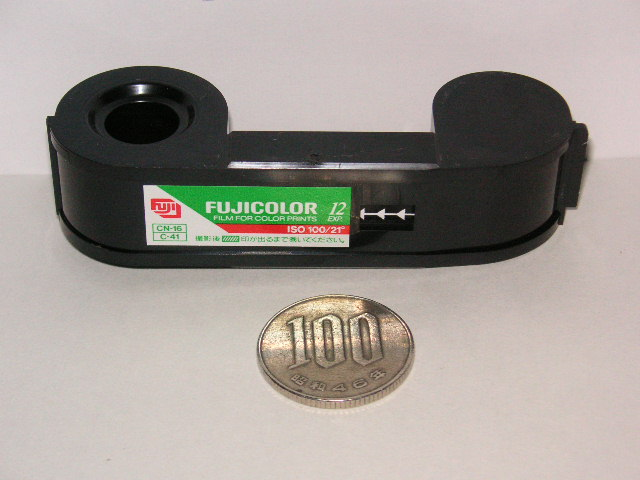
110フィルムの裏面（詳細は画像をクリック）
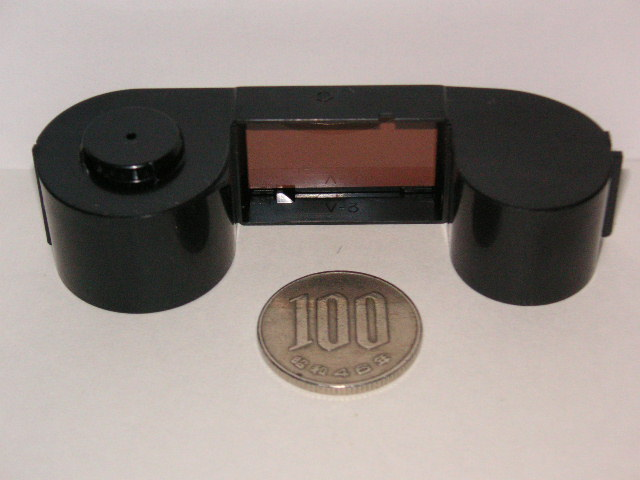
110フィルムの正面（詳細は画像をクリック）
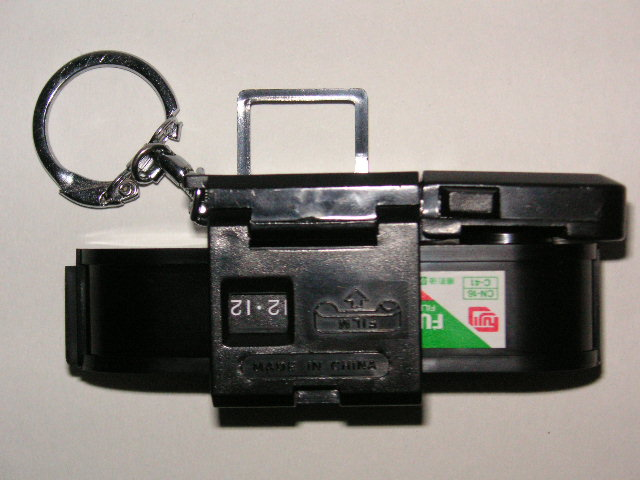
トイカメラでの110フィルムの使用例（詳細は画像をクリック）
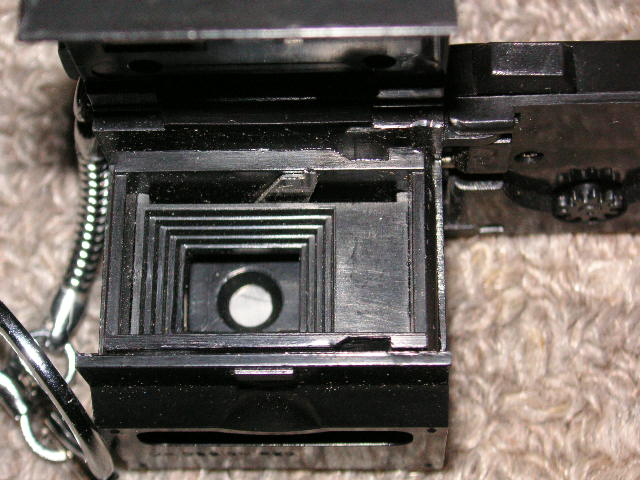
110フィルムを使うトイカメラのフィルム室（詳細は画像をクリック）

116
6.5×11cm判に使われたロールフィルム。コダックではNo.1Aとつくカメラ、ツァイス・イコンではイコンタDや、ボックステンゴールの一部、フランスのルミエール6.5×11等がこの規格を使用する。このフォーマットのカメラを使用する愛好家向けに120フィルムに履かせるスペーサー(アダプター、ゲタ)が発売されており、日本国内では販売されていないが個人輸入で入手は可能である。
117
6×6cm判で6枚撮り用ロールフィルム。フィルムの幅は120フィルムと同じだがスプールの幅は少し狭い。フランケ&ハイデッケのローライフレックス初期のモデルはこのフィルムを使用するようになっていたが早期に120フィルムに移行して廃れた。ブローニーNo.1とも呼ばれ、アグフアによる呼称では1B。
120
フィルム幅61.5mm、長さ830mmでパーフォレーションなしのロールフィルム。ブローニーNo.2、2Bとも呼ばれる。120はコダックによる呼称、2Bはアグフアによる呼称である。裏紙が付いていてそこに各フォーマットで使用時のコマ数表示があり、赤窓式のカメラではそれでコマ送りを確認する。35mmフィルムよりも面積が大きい分画質に優れるため、ハイアマチュアやプロによって使用されている。本来は6×9cm判（ロクキュー、8枚撮り）用であったが早い時期に6×4.5cm判（ロクヨンゴまたはセミ判、一般に16枚撮り）、6×6cm判（ロクロク、一般に12枚撮り）に流用され裏紙にコマ数表示もされている。その後6×7cm判（ロクナナ、10枚撮り）、6×8cm判（ロクハチ、9枚撮り）、6×12cm判（ロクイチニー、6枚撮り）、6×17cm判（ロクイチナナ、4枚撮り）、6×24cm判（3枚撮り）などのフォーマットにも使用されている。特殊なものとしてパノンカメラのパノンカメラAIIは50×112mmの6枚撮り、日本パノックスのパノフィックは50×120mmの6枚撮り。一般のDPE店などミニラボでは現像やプリントの処理ができない場合があり、その場合は大手の現像所に依頼するか、もしくはミニラボで現像所に取り次いでもらうことになる。スプールは当初金属縁のついた木製であったが後に金属製、さらに現在ではプラスチック製になっている。
120フィルムは市場流通量が割合多いので愛好者も多いが、フィルムの取り扱いには注意を要する。120フィルムの構造はフィルムの裏面に遮光紙を重ね合わせ巻き軸に巻いただけのものなので、フィルム交換に時間が掛かる上、落としてしまえばフィルムが露光する危険性もある。
126
1963年、コダックがフォトキナで発表したカートリッジ入りフィルム。インスタマチックとも呼ばれる。フィルム幅35mm、画面寸法は「26×26mm判」の正方形で、カートリッジは後の「110フィルム」より一回り大きいがよく似た形状。カメラへの装着が簡単で一眼レフも発売されるなど、一時期広く普及したが110などの出現で廃れてしまい、1980年代には僅かにトイカメラが発売されたのみにとどまる。日本でも各社が販売したが、ほとんど普及しなかった。1999年にコダックがフィルムの出荷を終了、近年までイタリアのフェッラーニアがフィルムを製造していた（日本未流通）が2007年に生産終了しており、入手は非常に困難。現在は愛好家の間ではカートリッジと裏紙を入手して35mmフィルムを巻き直して使用する手法が取られている。ただ、120を620に転用する様にスプールに巻き直すだけではない為巻き直し作業はより煩雑になる。1906年 - 1949年の期間に同名の「11×16.5cm判」用のロールフィルム規格が存在したが、コダックが廃番を流用しただけで関連はない。
127
本来は4×6.5cm判（ベスト判、8枚撮り）用であったが、4×4cm判（ヨンヨン、12枚撮り）に流用され1960年代まで多用されたため127=ベスト判=4×4cm判と誤解されている向きもある。4×4cm判の他4×5cm判、4×4.5cm判、4×3cm判（ベスト半裁、16枚撮り）にも流用された。かつてはスーパーサイズと呼ばれたがコダックのヴェスト・ポケット・コダックのヒットによりベスト判と呼ばれるようになった。4×4cm判は2×2inマウントに収まりライカ判用スライド映写機で映写できるため「スーパースライド」と呼ばれて一時期もてはやされた。細軸でカーリングがひどい欠点があり、また安価な機種は126へ移行し廃れてしまった。
コダック社では1996年にエクタクロームを製造中止したことにより、127のフィルム生産は全て取りやめている。現在製品としては、クロアチアのフォトケミカ（エフケ）で生産されたフィルムが僅かに流通しているのみである。120フィルムから巻き直したフィルムが一部カメラ店で販売されているほか、愛好家自身による巻き直しも幅広く行われている。
135
220
120フィルムの裏紙をフィルムの先端と末端のみとしたフィルム。裏紙がない分、120比で2倍のコマ数の撮影が可能。120と直接の互換性はないが、専用のマガジンや圧板位置調整機構を用意する形で、120と220の両フィルムに対応したカメラが多数存在しており、画面寸法も120に準じる。赤窓式のカメラではフィルムが感光してしまうため使用できない。
616
フィルムは116と同じだがスプール軸はこちらの方が細い。既に生産中止。頭の「6」は6枚撮りを意味する。このフォーマットのカメラを使用する愛好家向けに120フィルムに履かせるスペーサー(アダプター、ゲタ)が発売されており、日本国内では販売されていないが個人輸入で入手は可能である。
620
フィルムは120と同じだがスプール軸はこちらの方が細い。既に生産中止。このフォーマットのカメラを使っている人は120を620のスプールに巻きなおすか、愛好家自身の手で巻き直されたフィルムが販売されているのでそれを購入して使用している。また120のフランジの周囲を溝に沿って爪切りなどで切り落として使用するより簡便な方法も取られている。頭の「6」は6枚撮りを意味するが、120フォーマットのフィルムを巻き直したものは8枚撮ることができる。現在でもアメリカには現像を請け負ってくれるラボが存在する。
828
主に28×40mm判で使用される。使用したカメラの名称から「バンタム判」とも言われる。既にフィルム自体は生産中止になっているが、このフォーマットのカメラを使用している人は、愛好家自身の手で巻き直されたフィルムが販売されているのでそれを入手するか、スプールと裏紙を入手して自ら巻き直すかして使用している。本来は無穿孔(パーフォレーションが無い)35mmフィルムを巻き直すが、120フォーマットのフィルムを裁断して巻き直す事も行われている。また有穿孔の35mmフィルムでも可能だが、画像領域に穿孔が入り込むので有効画像サイズはそれだけ小さくなる。
ボルタフィルム
当初は 1935年にドイツ製のボルタヴィットというカメラ専用に開発されたもの。画面寸法は24×24mmまたは24×36mm。裏紙付きとし、赤窓式のフィルム送りが可能なためフィルム送給機構が簡易にでき、またカメラが比較的小型になるために玩具カメラに多用された。フィルムは裏紙付きで幅35mmの、パーフォレーションのない135フィルムの様である。ただし流通していたフィルムには135フィルムを流用したパーフォレーション付きの製品もあった。現在は生産されておらず、市販品の入手は不可能。愛好家はかつてのフィルムの裏紙に135フィルムを貼り付けて巻き直すなどして代用している。
ディスクフィルム

1982年にディスクカメラ用としてコダックが発売。直径6.5cmの円盤状フィルムの周辺に放射状に15コマが撮影できる部分が付いており、フロッピーディスクのような薄型のケースに収められていた。画面寸法は8.2×10.6mmと「110」よりもさらに小さく画質が悪いためかあまり普及せず短命に終わり、1998年にフィルムの生産が終了した。ケースの問題や特殊な形状のフィルムのため、他のフィルムを加工しての代用は非常に困難である。カメラ本体の製造はコダック・ミノルタ（現コニカミノルタホールディングス）・富士フイルム・コニカ（現コニカミノルタホールディングス）など数社にとどまっている。
IX240

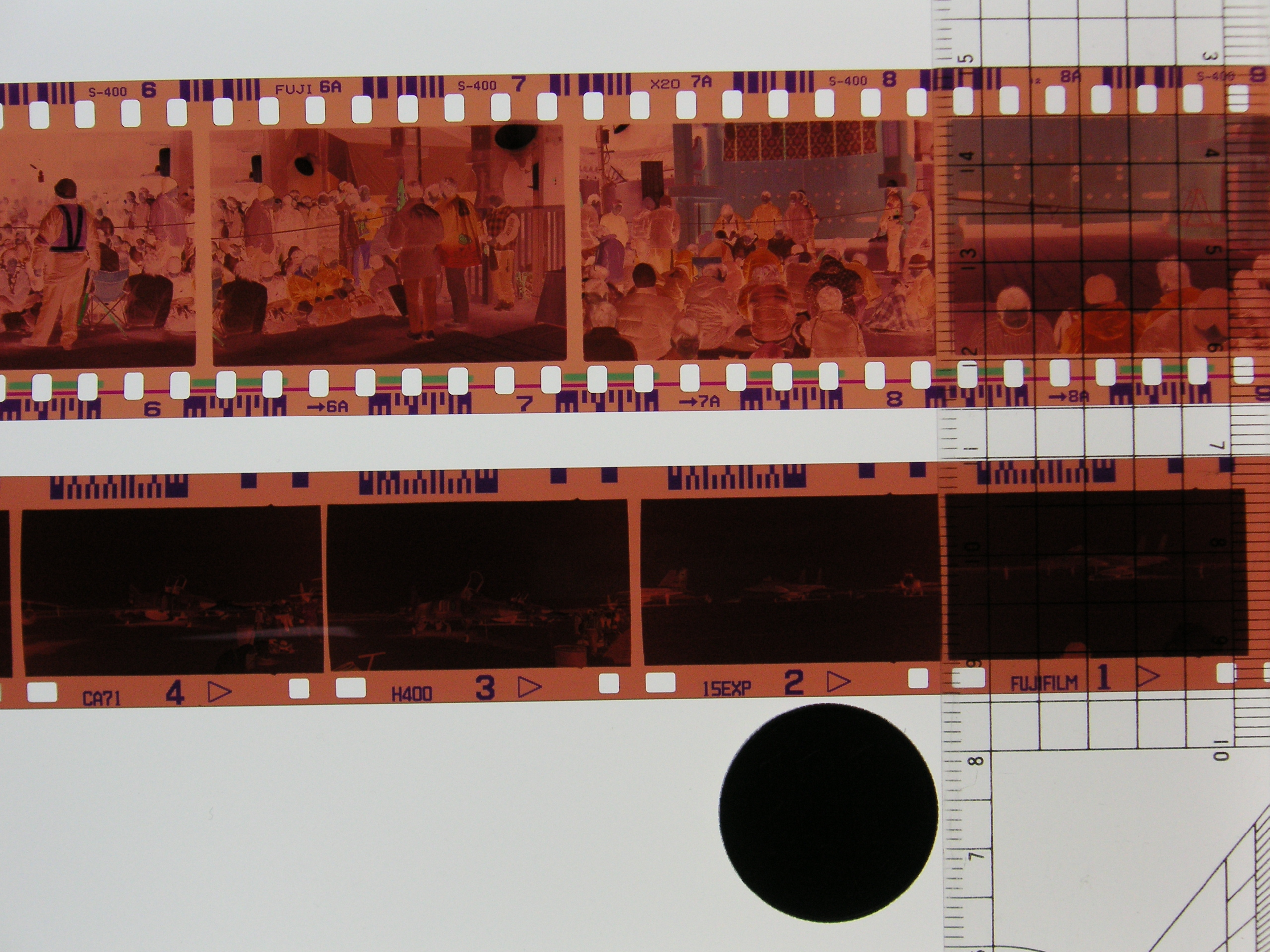
135フィルム（上）とAPSフィルム（APSフィルムの下の円は大きさ比較のため置いた100円玉）

 APSカメラ用のフィルム。1996年に登場。小型のカートリッジに収められている。フィルム幅は24mm、画面寸法は16.7×30.2mm。MRC（ミッド・ロール・チェンジ）機能に対応したカメラならば撮影途中でのフィルム交換が可能。またカメラ側で撮影時に様々な情報をフイルムに磁気記録することができるようになっており、現像/プリント/CD-R記録時にこの情報を利用できる。ニコン、キヤノン、ミノルタから一眼レフカメラが発売される等意欲的な規格であったが、同時期に登場したデジタルカメラに押されて売れ行きが伸びず、フイルムの生産も2011年で終了した。現在でもアメリカには現像を請け負ってくれるラボが存在する。
ミゼット
美篶商会のミゼット（Midget ）が元祖であることからこう呼ばれる。戦前から1950年代にかけて販売された。幅17.5mm、裏紙付きでリーダーペーパーは幅18mm。画面寸法は「14×14mm判」。生産中止となって久しく市販品を入手することが不可能となっていたが、東京の田中商会がフィルム部品を入手したのに伴い製造を2016年4月に再開した。しかし、2018年に廃業とともに生産終了してしまった。よって、市販品を入手するのが再度不可能となった。また一部のユーザーは120フィルムを加工し、自作して使用している。
ミノックス
戦前にラトビアで開発されたスパイカメラの代表格とも言える超小型カメラ「ミノックス」用のフィルム。本家ミノックスの他にヤシカがアトロンシリーズ、日向工業がミニマックスシリーズ、浅沼商会がアクメルシリーズ、フジがMC-007、メガハウスがシャランシリーズを出している。フイルム幅は9.5 mm、画面寸法は8×11 mm、かつては36または50枚撮りがあった。
日本国内では浅沼商会（キング）がカラーネガ（ISO100、ISO400）の15枚撮りと30枚撮りを、ミノックスがモノクロネガフィルム（ミノパン）をそれぞれ出荷しており、最近まで大手カメラ店等で購入が可能だった。キングのフィルムは出荷が中止となったあと、株式会社シャランが販売を再開し、一時は白黒ネガフィルムやリバーサルフィルムも出荷したが、2013年にすべての製品が品切れとなった。ミノパンも入手難の状況にあり、一部で詰め替えフィルムが流通しているのみである。
自作する場合、市販の135フィルムをカッターで4分割する（フィルム上下のパーフォレーション部分をカットして取り、中央の撮影面をさらに2分割し、長さを調整して空のカートリッジに挿入する。もちろん作業は全暗黒の中でしなければならない）。
構造上フィルムカートリッジ内に光が入りやすく、フィルムの出し入れはなるべく暗い所で行わなければならないとともに、所定の撮影枚数が終了した際には必ず2枚空写しをして巻上げてから（それ以上空写しをしてフィルムをカートリッジに全部巻き込むと光線漏れのを起こす可能性がある）付属のフィルムケースに入れて現像に出さねばならない。一般の写真店に設置されているミニラボ機では現像や焼付けができないため専門の現像所へ送られ、通常のフィルムより時間がかかる。フィルムサイズの関係上から画質は低くなりがちで、用途の限られる特殊なフィルムとも言える。

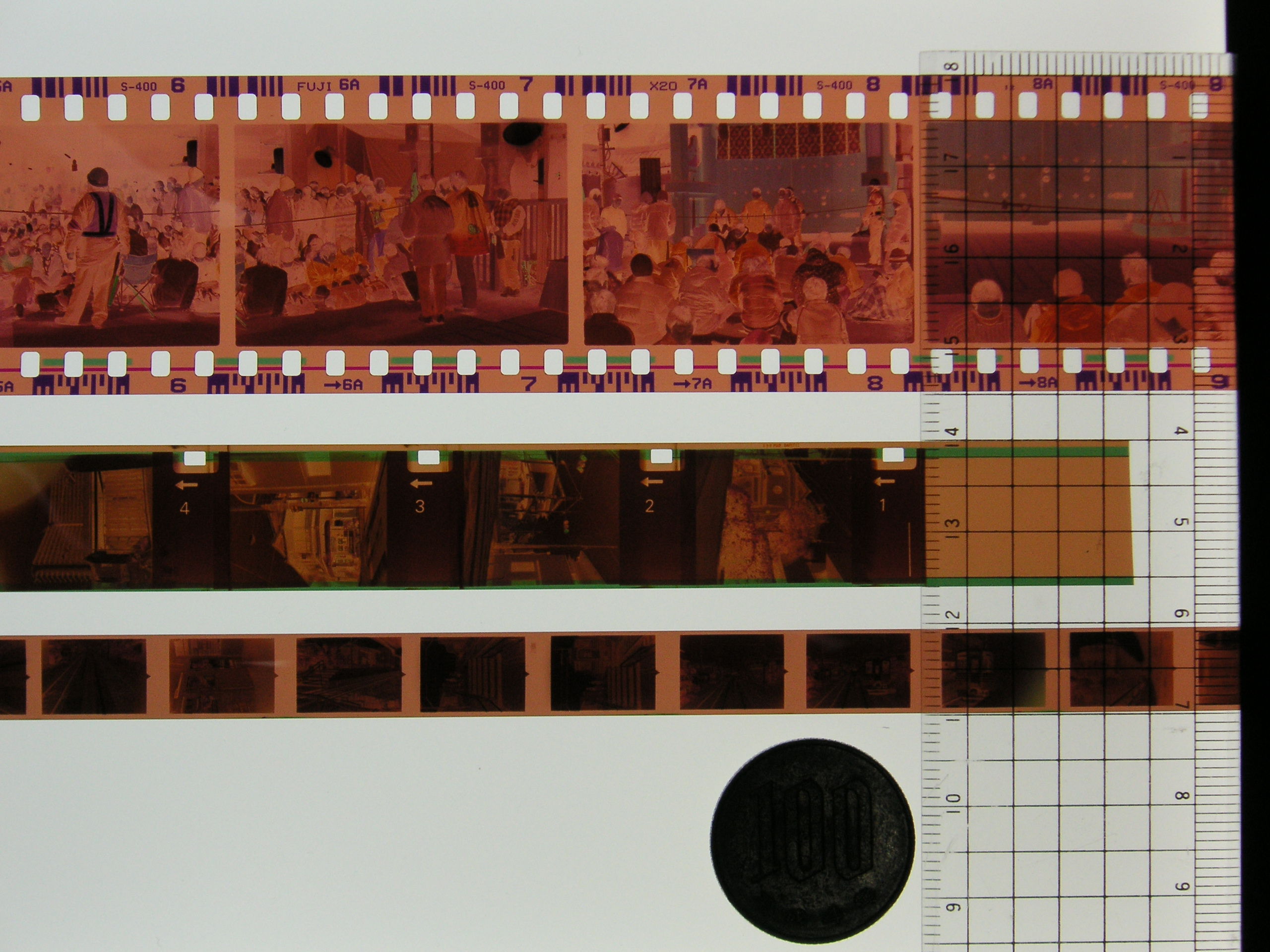
35ミリフィルム（上）と110フィルム（中）とミノックス用フィルム（ミノックスフィルムの下の円は大きさ比較のため置いた100円玉）
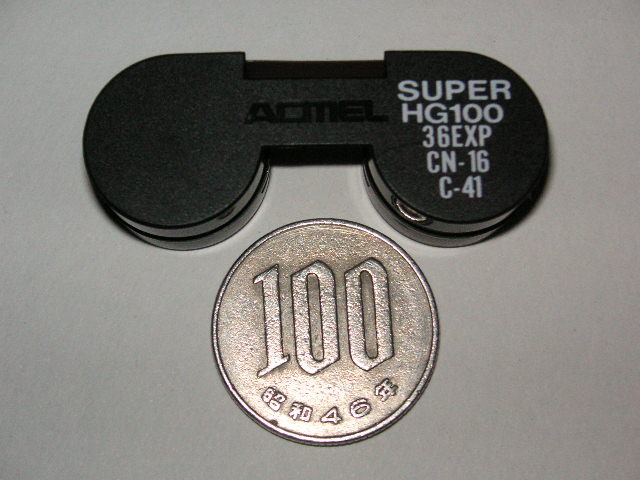
ミノックスフィルムを上面から見る
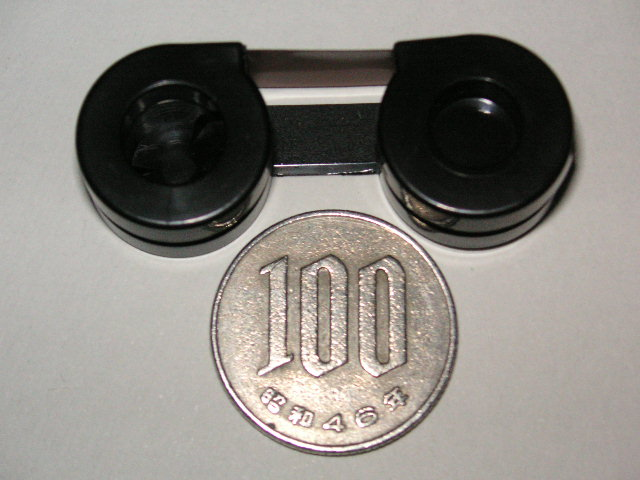
ミノックスフィルムを下面から見る（詳細は画像をクリック）
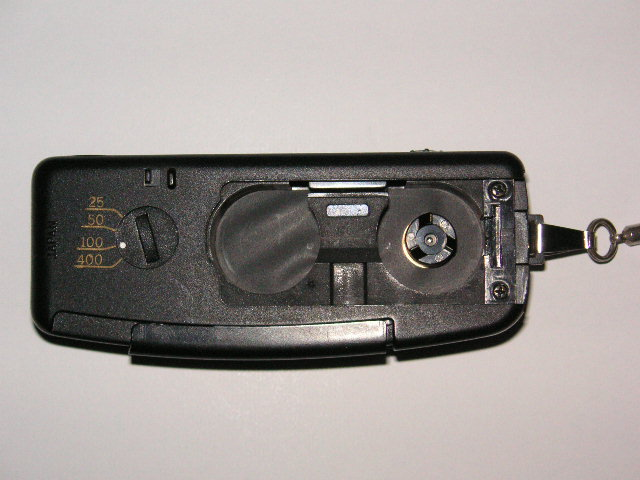
ミノックスフィルムを使うカメラのフィルム室（写真はアクメルMD。詳細は画像をクリック）

ペタル（Petal）
聖ペテロ光学のペタル、さくらペタルが使用する。直径24 mmの円形シートフィルムに6 mm径の写真を6枚撮る。
ラピッドシステム（Rapid System）
アグフアが1930年代から販売して来たアグフアカラートを感度自動セット機能を付加するなどの改良をし、126フィルムに対抗して1964年発表された。35 mmフィルムをカートリッジに装填してあり装填が簡単で巻き戻し不要。画面寸法は18×24 mm、24×24 mmまたは24×36 mm。速やかに廃れて日本国内では愛光商会の製品を最後に1983年生産終了。フィルムそのものは普通の35 mmフィルムと同じであるため、カートリッジさえ残っていれば詰め替えは比較的容易である。

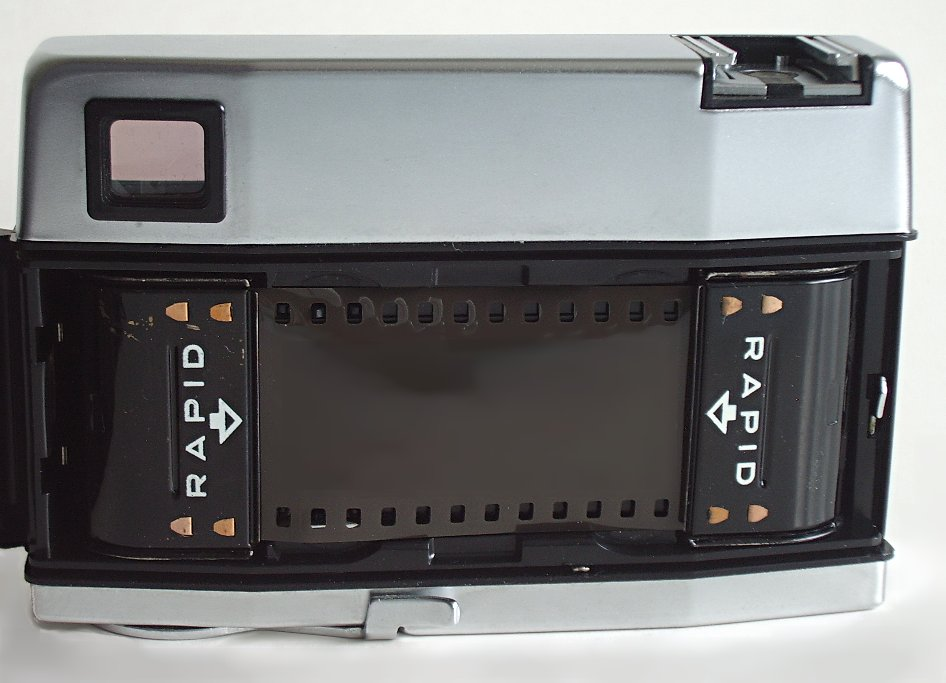
Agfa Optima Rapid 250に装填されたラピッドフィルム
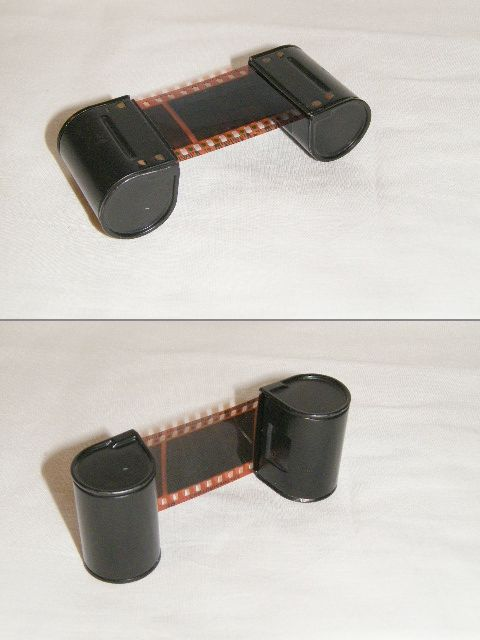
ラピッドパトローネ
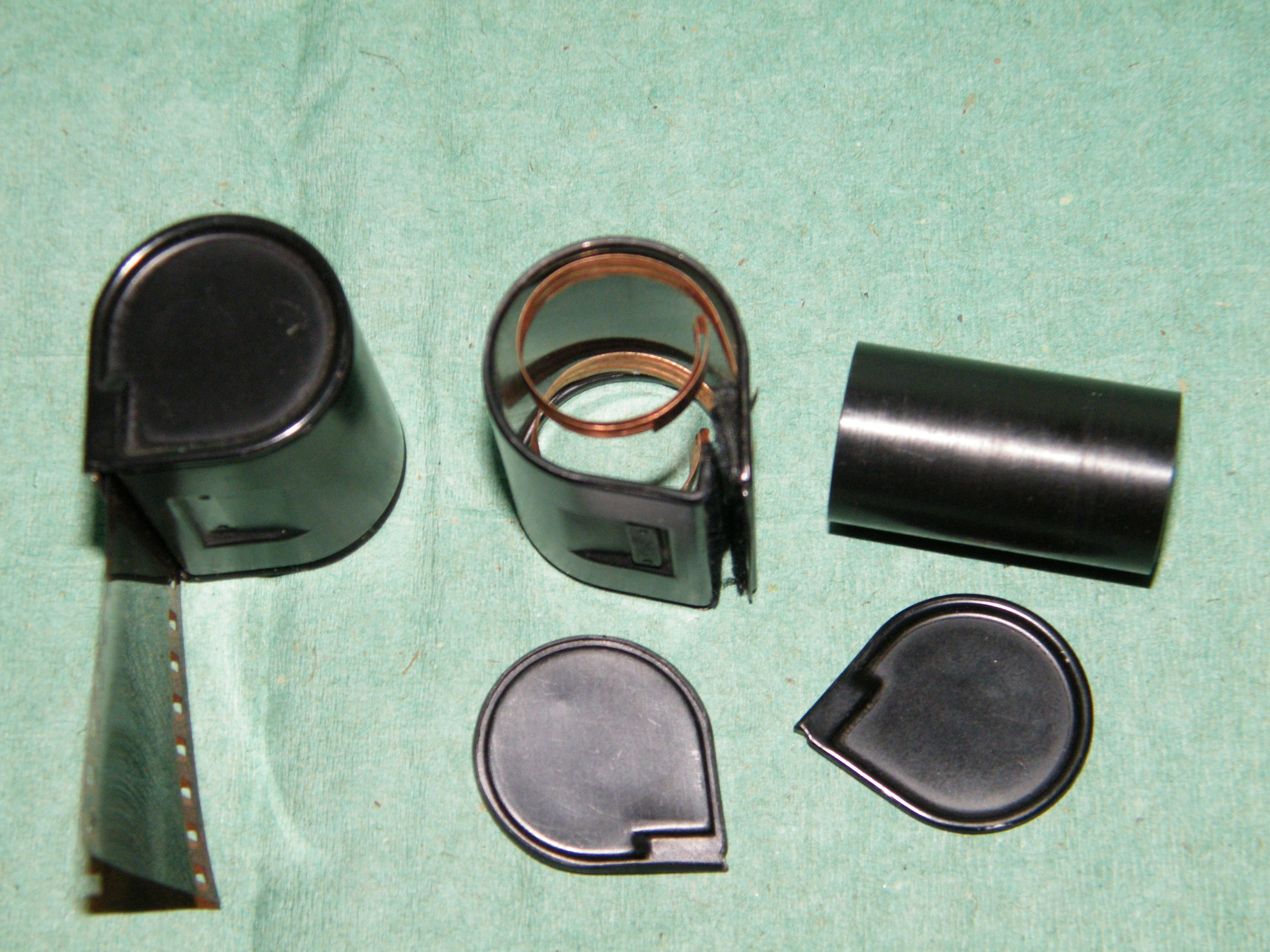
分解されたラピッドパトローネ

アトム判
4.5×6 cmのシートフィルム。写真乾板から移行した規格。名称はアトムに由来する。
大名刺判
6.5×9 cmのシートフィルム。写真乾板から移行した規格。
手札判
8×10.5 cmのシートフィルム。写真乾板から移行した規格。
大手札判
9×12 cmのシートフィルム。写真乾板から移行した規格。
その他
多くの規格があったが既に生産は終了している。